# Joseph Franz Seraph Lutzenberger
Joseph Franz Seraph Lutzenberger (Altötting, 13 de enero de 1882 - Porto Alegre, 2 de agosto de 1951), también conocido como José Lutzenberger, fue un artista plástico, decorador, arquitecto y profesor alemán naturalizado brasileño. Emigró a Brasil en 1920 estableciéndose en Porto Alegre. Fue un estimado profesor del Instituto de Bellas Artes y dejó una importante serie de edificios, algunos de ellos declarados como patrimonio histórico, así como una significativa obra artística en el campo de la acuarela y el dibujo, con énfasis en sus escenas campestres y urbanas con sus característicos tipos humanos. Fue el padre del ecologista José Lutzenberger.